# ヨン・ストルゴールズ
ヨン・ストルゴールズ（John Storgårds, 1963年10月20日 - ）は、フィンランドの指揮者、ヴァイオリン奏者。

## 経歴
ヘルシンキの生まれ。シベリウス音楽院でエステル・ラウティオとヨウコ・イグナティウスにヴァイオリンを学び、イスラエルにも留学してカイム・タウプの教えも受けた。また作曲もエイノユハニ・ラウタヴァーラに師事した。1986年からエサ＝ペッカ・サロネンの率いていたスウェーデン放送交響楽団のコンサートマスターを務めたが、1993年から1997年まで、母校であるシベリウス音楽院でヨルマ・パヌラとエリ・クラスの下で指揮法を学んだ。1996年からラップランド室内管弦楽団の芸術監督となった。2003年からヘルシンキ・フィルハーモニー管弦楽団の首席客演指揮者に迎えられ、2006年から2009年まで、タンペレ・フィルハーモニー管弦楽団の首席指揮者を歴任。2008年から2015年までヘルシンキ・フィルハーモニー管弦楽団の首席指揮者を務める。2012年からBBCフィルハーモニックの首席客演指揮者、2022年からは首席指揮者を務める。